# Boston Breakers
O Boston Breakers foi um clube profissional de futebol feminino dos Estados Unidos que tinha sede na cidade de Boston. A equipe foi um dos membros fundadores da Women's Professional Soccer e fez sua primeira partida na liga em 2009. O time substituiu o Boston Breakers original que competiu na Women's United Soccer Association de 2000 à 2003.

## História
O clube faz parte do projeto da extinta WUSA, para o futebol feminino, competiindo em 2001 a 2003. O atual projeto é foi iniciado em 2007.

## Elenco atual
- Atualizado em 20 de Agosto de 2011[2]